# Robert Mszwidobadze
Robert Mszwidobadze (ur. 17 sierpnia 1989) – gruziński judoka reprezentujący Rosję od 2008 roku, mistrz Europy z 2017 roku.

## Osiągnięcia
- Mistrzostwa świata
  - Mistrzostwa świata 2018 – 2. miejsce
- Mistrzostwa Europy
  - Mistrzostwa Europy 2017 – 1. miejsce
- Mistrzostwa Europy U23
  - Mistrzostwa Europy U23 2011 – 2. miejsce
  - Mistrzostwa Europy U23 2010 – 2. miejsce
  - Mistrzostwa Europy U23 2009 – 2. miejsce
- Mistrzostwa Rosji
  - Mistrzostwa Rosji 2014 – 3. miejsce
  - Mistrzostwa Rosji 2008 – 3. miejsce
- Mistrzostwa Rosji U23
  - Mistrzostwa Rosji 2009 – 1. miejsce
- Mistrzostwa Rosji Juniorów
  - Mistrzostwa Rosji Juniorów 2007 – 2. miejsce